# 25 d'agost
El 25 d'agost és el dos-cents trenta-setè dia de l'any del calendari gregorià i el dos-cents trenta-vuitè en els anys de traspàs. Queden 128 dies per finalitzar l'any.

## Esdeveniments
Països Catalans
- 1797 - Barcelona: s'estrena al Teatre de la Santa Creu l'òpera Il Telemaco nell'isola di Calipso, amb música de Ferran Sor i Muntades.

Resta del món
- 1540 - Gibraltar: Frustrat atac turc.
- 1580 - Alcàntara (Extremadura), Espanya: Batalla d'Alcàntara, les tropes espanyoles vencen a les portugueses
- 1604 - Londres (Regne d'Anglaterra): signatura del Tractat de Londres de 1604 entre Anglaterra i el Regne d'Espanya que va posar fi a la Guerra anglo-espanyola de 1585-1604
- 1680 - La representació de Fedra, de Jean Racine, obre la Comédie-Française.
- 1758 - Kingston (Ontario, Canadà): els francesos es rendeixen al final de la batalla de Fort Frontenac en el curs de la guerra Franco-Índia.
- 1819 - París: s'exposa, al Salon, la pintura El rai de la Medusa, de Théodore Géricault, fita de la pintura del romanticisme.
- 1825 - Uruguai: declaració d'independència de l'Uruguai.
- 1830 - Bèlgica: Inici del procés d'independència.
- 1835 - El New York Sun comença a publicar una sèrie d'articles en els quals atribueix a Sir John Herschel el descobriment de vida a la Lluna.
- 1870 - Matrimoni de Richard Wagner i Cosima Liszt.
- 1914 - Lovaina (Bèlgica): destrucció intencionada de la biblioteca de la universitat de Lovaina, per l'artilleria alemanya.
- 1921 - Berlín (Alemanya): signatura del Tractat de Berlín de 1921.
- 1930 - Perú: un cop militar derroca al dictador Augusto Leguía
- 1944 - París (França): alliberament de la ciutat de París pels Aliats.
- 1980 - Zimbàbue és admès a la ONU.
- 1988 - Lisboa, Portugal. Té lloc l'incendi del Chiado, i el barri va haver de ser reconstruït per l'arquitecte Álvaro Siza Vieira.[1]* 1991 - Belarús assolí la independència.
- 1992 - Sarajevo (Bòsnia): l'exèrcit serbi destrueix intencionadament la Biblioteca Nacional de Sarajevo, per tal de desmoralitzar la població i esborrar-ne la història.
- 2004 - Rússia: la caiguda, probablement provocada, de dos avions comercials (a la regió de Tula i a Rostov), amb només dos minuts de diferència, causa la mort d'unes noranta persones.
- 2011 - Estats Units: Steve Jobs, l'home que va rescatar a Apple d'una fallida i la va convertir en l'empresa de referència, anuncia la seva dimissió al capdavant de la companyia.
- 2012 - La nau Voyager 1 s'allunya a la distància de 121 Unitats Astronòmiques, abandona el sistema solar i aconsegueix l'Espai interestel·lar.

## Naixements
Països Catalans
- 1864 - Alcoi: Eduard Vitòria i Miralles, jesuïta i químic valencià, fundador el 1905 de l'Institut Químic de Sarrià (m. 1958).[2]
- 1890 - València: Concepción Tarazaga Colomer, professora valenciana compromesa amb la República i exilada a Mèxic (m.1957).[3]
- 1894, Alberic, Ribera Alta: Leopold Magenti i Chelvi, compositor valencià (m. 1969).
- 1902, Sabadell: Lluís Creus i March, promotor de l'excursionisme i activista cultural català (m. 1978).
- 1914 - Sant Feliu de Guíxols: Lluís Lloansí i Marill, compositor de sardanes (m. 2009).
- 1915, Sabadell: Maria Teresa Gavarró i Castelltort, professora i escriptora catalana, llicenciada en Història i Geografia (m. 1986).[4]
- 1940, Barcelona: Maria Teresa Ferrer i Mallol, historiadora medievalista catalana (m. 2017).[5]
- 1945, Sabadell: Antoni Taulé i Pujol, pintor català.
- 1956, Barcelona: Anna Veiga Lluch, biòloga, investigadora i professora universitària.[6]
- 1964 - Barcelona: Eduard Fernández i Serrano, actor català.
- 1982 - Maó: Paula Seguí Carles, jugadora de bàsquet menorquina, membre de la selecció espanyola.[7]

Resta del món
- 1530, Kolomenskoie, Rússia: Ivan IV, tsar de Rússia, conegut com el Temible (m. 1584).
- 1707, Madrid, Espanya: Lluís I el Ben Amat, rei d'Espanya durant sis mesos de l'any 1724 fins a la seva mort.
- 1831, Santiago de Xile, Xile: Benjamín Vicuña Mackenna, historiador i polític xilè (m. 1886).
- 1841, Burgdorf, Suïssa: Emil Theodor Kocher, cirurgià suís, Premi Nobel de Medicina o Fisiologia de 1909 (m. 1917).[8]
- 1842, Angers, França: Édouard Louis Trouessart, zoòleg francès (m. 1927).
- 1845, Nymphenburg: Lluís II de Baviera, Ludwig Friedrich Wilhelm Wittelsbach, més conegut com “el rei boig” i com el “rei de conte de fades”, rei de Baviera des de 1864 fins a la seva mort el 1886.[2]
- 1850
  - París, França: Charles Robert Richet, metge francès, Premi Nobel de Medicina o Fisiologia de l'any 1913 (m. 1935).[9]
  - Marie Egner, pintora austríaca (m. 1940).[10]
- 1853, Bordeus, França: Oscar de Lagoanère compositor i director d'orquestra francès del Romanticisme (m. 1918).
- 1891, Atenes (Grècia): Alberto Savinio, pseudònim d'en Andrea de Chirico, pintor i compositor italià (m. 1952).[11]
- 1900, Hildesheim, Alemanya: Hans Adolf Krebs, metge i bioquímic, Premi Nobel de Medicina o Fisiologia de 1953 (m. 1981).[12]
- 1905, Buenos Aires, Argentina: Celia Gámez, actriu de revista i opereta argentina (m. 1992).[13]
- 1910, Galesburg, Illinois: Dorothea Tanning, pintora, il·lustradora, escultora i escriptora estatunidenca (m. 2012).[14]
- 1911, província de Quảng Bình, Indoxina francesa: Võ Nguyên Giáp, polític i militar vietnamita (m. 2013).
- 1912, Neunkirchen, Alemanya: Erich Honecker, polític alemany, president de la República Democràtica Alemanya (1949-1990) (m. 1994).[15]
- 1916, Auburn (Alabama), Estats Units: Frederick Chapman Robbins, bacteriòleg nord-americà, Premi Nobel de Medicina o Fisiologia de 1954 (m. 2003).[16]
- 1917, Elberon (Nova Jersey), Estats Units: Mel Ferrer, actor, productor i director de cinema (m. 2008).
- 1918, Lawrence (Massachusetts), Estats Units: Leonard Bernstein, compositor, pianista i director d'orquestra (m. 1990).[17]
- 1923, Bogotà, Colòmbia: Álvaro Mutis, periodista, escriptor i poeta colombià (m. 2013).
- 1925, Sevilla: Juanita Reina, cantant de tonadilla i actriu de cinema espanyola (m. 1999).[18]
- 1927, Silver (Carolina del Sud, Estats Units): Althea Gibson, tennista estatunidenca, primera dona negra que juga a Wimbledon, on més tard guanyarà el torneig (m. 2003).
- 1928, Weimar, Turíngia, Alemanya: Herbert Kroemer, físic nord-americà d'origen alemany, Premi Nobel de Física de l'any 2000.[19]
- 1929, Neuilly-sur-Seine, França: Dominique Fernandez, escriptor francès, Premi Goncourt de l'any 1982.[20]
- 1930, Edimburg, Escòcia: Sean Connery, actor escocès (m. 2020).
- 1933, Detroit, Michigan (EUA): Tom Skerritt, actor estatunidenc.[21]
- 1938, Ashford, Kent, Anglaterra, Regne Unit: Frederick Forsyth, periodista i novel·lista britànic.
- 1940 - Ixelles, Bèlgica: José van Damm, cantant d'òpera belga de registre baix-baríton.
- 1949, Haifa, Israel: Gene Simmons, vocalista i baixista de Kiss (grup de rock dur).
- 1949, Djoliba, Malí: Salif Keïta, cantant, compositor i músic (també conegut com "La Veu d'Or d'Àfrica").
- 1951, Walsall, Anglaterra, Regne Unit: Rob Halford (o "Metal God") cantant i compositor de Judas Priest (un dels primers grups a fer heavy metal).
- 1953, Marne de Filago, Itàlia: Mauricio Malvestiti, bisbe italià.
- 1958, Burbank, Califòrnia (EUA): Tim Burton, director de cinema estatunidenc.[22]
- 1962, Margilan, Uzbekistan: Mutabar Tadjibayeva, periodista independent i activista per als drets humans uzbeka.[23]
- 1968, Clarkston, Escòcia: Stuart Murdoch, cantant escocès, líder de la banda Belle and Sebastian.
- 1970, Rheinberg, Rin del Nord-Westfàlia, Alemanya: Claudia Schiffer, model i actriu alemanya.
- 1987, Los Angeles, Califòrnia, Estats Units: Blake Lively, actriu i model estatunidenca.

## Necrològiques
Països Catalans
- 1936: 
  - Martorell, Baix Llobregat: Jaume Ninet i Vallhonrat, fabricant de telers sabadellenc, conegut per haver proclamat la República Catalana a Sabadell el 1931.
  - Sarinyena, Elisa García Sáez, sindicalista, infermera i miliciana durant la guerra civil espanyola, morta al front d'Aragó (n. 1916).[24]
- 1961 - Avilés, Astúries: Francesca Fontova i Rosell, metgessa catalana, la primera de la província de Lleida (n. 1877).[25]
- 1969 - Barcelona: Pilar Rufí i Bosch, soprano liederista, professora de cant i compositora catalana (n. 1892).[26]
- 2008 - Sabadell: Montserrat Busqué i Barceló, pedagoga musical catalana (n. 1943).[27]

Resta del món
- 79, Estàbia, Campània: Plini el Vell, escriptor llatí, científic, naturalista i militar romà.
- 1270, Tunis: Lluís IX de França, rei de França entre 1226 i 1270.
- 1774 - Nàpols: Niccolò Jommelli, compositor italià (n. 1714).
- 1776, Edimburg, Escòcia: David Hume, filòsof empirista escocès.
- 1782, Viena: Marianna Auenbrugger, pianista i compositora austríaca (n. 1759).[28]
- 1819, Handsworth, Birmingham (Regne Unit): James Watt, enginyer i inventor escocès (n. 1736).
- 1822 - Slough, Anglaterra: William Herschel, astrònom, descobridor del planeta Urà, i compositor (n. 1738)
- 1849 - Bonn: Adele Schopenhauer, autora alemanya (n. 1797).[29]
- 1867, Hampton Court, Surrey, Anglaterra, Regne Unit: Michael Faraday, físic i químic anglès.
- 1900, Weimar, Imperi Alemany: Friedrich Nietzsche, filòsof del pensament feble alemany. (n. 1844).[2]
- 1905, Múnic: Felix vom Rath, compositor alemany.
- 1908, Le Croisic, França: Antoine Henri Becquerel, físic francès, Premi Nobel de Física de l'any 1903 (n. 1852).[30]
- 1936, Moscou (Rússia): Lev Kàmenev (en rus: Лев Бори́сович Ка́менев), revolucionari bolxevic i un preeminent polític soviètic (n. 1883).[15]
- 1967, Montecito, Califòrnia, Estats Units: Paul Muni, actor estatunidenc d'origen austrohongarès.
- 1976, Estocolm (Suècia): Eyvind Johnson, novel·lista suec, Premi Nobel de Literatura de l'any 1974 (n. 1900)[31]
- 1984, Los Angeles, Califòrnia, EUA):Truman Capote, escriptor estatunidenc.
- 2008, Bogotá: Elvira Dávila Ortiz, infermera colombiana, pionera de la infermeria i la transfusió de sang a Iberoamèrica (n. 1917).[32]
- 2012, Columbus, Ohio, Estats Units: Neil Alden Armstrong, astronauta, pilot de proves, enginyer aeronàutic, professor d'universitat i aviador naval estatunidenc. Va ser la primera persona a trepitjar la Lluna (n. 1930).
- 2013, Urbana, Illinois, Estats Units: Frederick Wilfrid Lancaster, teòric de la documentació i la recuperació de la informació (n. 1933).
- 2016, París: Sonia Rykiel, modista i dissenyadora francesa (n. 1930).[33]
- 2017 - Màntua, Itàlia: Enzo Dara, cantant líric italià de registre baix.
- 2023 - Ponteranica: Armando Pellegrini, ex ciclista de carretera i pistard italià (n. 1933).

## Festes i commemoracions
- Santoral: sants Genís d'Arle i Genís de Roma, màrtirs; Genís de la Jara, eremita llegendari; Geronci d'Itàlica, bisbe; Sever d'Agde, abat; Gregori d'Utrecht, bisbe; Lluís IX de França, rei; Josep de Calassanç, prevere, fundador de les Escoles Pies. Translació de les relíquies de Sant Eleuteri de Tournai.
- La festa d'En Toca-Sons, Taradell (Osona).
- La festa Major de Ripollet, Barcelona.